# Теджабинду-упанишада
«Теджабинду-упанишада» (tejabindūpaniṣad — Упанишада сияющей [лучезарной] точки) — одна из 108-ми упанишад канона «Муктика» — № 37. Принадалежит к группе санньяса-упанишад. Принадлежность её к конкретной из вед несколько проблематична — так, согласно предисловию к ней её переводчика, Мартынова Б. В., упанишада принадлежит к «Атхарваведе»; однако на сайте Sanskrit Documents, в списке 108-ми упанишад, указывается, что эта упанишада принадлежит к «Кришна Яджурведе». Вероятнее всего, что переводчик пользовалась иной, отличной от доступной на сайте Sanskrit Documents, редакцией этой упанишады. Кроме того, отличаются и объёмы версий, предлагаемых переводчиком и сайтом Sanskrit Documents — в русском переводе упанишада насчитывает 13 стихов; текст на сайте — 14 стихов. Так же существует две сильно отличающиеся версии упанишады:
а. краткая версия (которую и переводил Мартынов Б. В. — 13 или 14 стихов);
б. пространная версия, состоящая из 6-ти глав и 464-х стихов — при этом краткая редакция включена в 1-ю главу (с 1-го по 13-й или 14-й стихи).
Как указывает в предисловии к тексту переводчик, в пространную версию включено подробное изложение йогических практик.
«Теджабинду-упанишада» входит в группу из 5-х так называемых Бинду-упанишад — Упанишад Точки. Все они посвящены определённой группе йогических практик, связанных с созерцанием. Упанишада предписывает практикующему созерцать Атман как светящуюся (teja — блеск, свечение) точку в сердце практикующего и даёт каткое описание последовательности практики созерцания:
1. грубое — на материальных предметах;
2. тонкое — на мысленных образах;
3. высшее — на безличностном:

tejabinduH paraM dhyaanaM vishvaatmaM hR^idi sa.nsthitam.h .
aaNavaM shaaMbavaM shaaktaM sthuulaM suukshmaM paraM cha yat.h .. 1..
Сверкающая точка, в сердце находящаяся, высшее созерцание, все превосходящее, которое [достигается посвящениями] — от людей, от Силы (Шакти), от Шамбху (Шивы), грубым, тонким и высшим [созерцанием].
При этом основной упор делается не на технических приёмах или методиках созерцания, а на самом достигаемом состоянии и его описании посредством положительных и отрицательных характеристик. Завершающий стих упанишады указывает на то, что возможность достижения освобождения — мокши — не зависит от рождения в той или иной варне или касте или от количества прочитанной религиозно-философской литературы, а только от личной практики. Этот момент сближает «Теджабинду-упанишаду» с тантрическим мировоззрением.
При переводе на русский язык переводчик использовал комментарии Свами Мадхавананды из Миссии Рамакришны.